# Elytrimitatrix cinnamea
Elytrimitatrix cinnamea là một loài bọ cánh cứng trong họ Cerambycidae.